# Перл Бак
Перл Бак (engl. Pearl Sydenstricker Buck; Хилсборо, 26. јун 1892 — Данби, 6. март 1973) била је америчка књижевница.
Прва је Американка која је добила Нобелову награду за књижевност. (1938 године). Родитељи су јој били презвитерски мисионари, тако да је велики део свог детињства а и каснијег живота провела у Кини. Најпре је научила кинески језик, а тек накнадно енглески. Писала је романе, приповетке и приче за ђецу. У књижевности се јавља романом „Источно ветар, западни ветар“ (1929), а њено најпознатије дело је роман „Добра земља“ (1931) за који је награђена Пулицеровом наградом (1931). „Добра земља“ је први део трилогије која се наставља романима „Синови“ (1932) и „Растурени дом“ (1935). Написала је и биографије својих родитеља, „Изгнанство“ (1936) и „Ратоборни анђео“ (1936).
Написала је још једну трилогију, романе: „Змајево семе“ (1942) у који говори о дејству кинеско-јапанског рата на породицу Линг Тана која се, под притиском страхота у окупираном Нанкингу, морала придружити герилцима; „Обећање“ (1943) представља другу књигу ове трилогије, остварену у облику исповести Линг Тановог трећег сина, Лао Сана, који се бори против страних освајача; завршна књига трилогије, „Павиљон жена“ (1946), открива у већој мери списатељкино подозрење према друштвеним нормама патријархалне Кине.

## Биографија
Првобитно је понела име Комфор; Перл Сиденстрикер је рођена у Хилсбороу, Западна Вирџинија, у породици Керолајн Мод (Стултинг) (1857–1921) и Абсалома Сајденстрикера . Њени родитељи, јужнопрезбитеријански мисионари, отпутовали су у Кину убрзо након венчања, 8. јула 1880, али су се вратили у Сједињене Америчке Државе ради рођења Перл. Када је Перл имала пет месеци, породица је стигла у Кину, живећи прво у Хуаи'ану, а затим се 1896. преселивши се у Џенђанг, у близини главног града Нанкинга. Лети би она и њена породица проводили време у Кулингу . Њен отац је 1897. године саградио камену вилу у Кулингу, и ту је живео до своје смрти 1931. Током овог годишњег летњег ходочашћа у Кулинг, млада девојка је одлучила да постане писац.
Од њене браће и сестара која су поживела до одрасле доби, Едгар Сиденстрикер је имао изузетну каријеру у Служби јавног здравља Сједињених Држава и касније у Милбанковом меморијалном фонду, а Грејс (1899–1994) је писала књиге за младе и књиге о Азији под псеудонимом Корнелија Спенсер.
Перл се у својим мемоарима присетила да је живела у „неколико светова“, један у „малом, белом, чистом презбитеријанском свету мојих родитеља“, а други у „великом веселом, не превише чистом кинеском свету“, и било је нема комуникације између тих светова. Боксерски устанак (1899–1901) је веома утицао на породицу; њихови кинески пријатељи су прекинули контакт, а број посетилаца са Запада се смањио. Њен отац, убеђен да ниједан Кинез не може да му пожели зло, остао је, док је остатак породице отишао у Шангај ради безбедности. Неколико година касније, Перл је уписана у тамошњу школу за госпођицу Џуел и била је запрепашћена расистичким ставовима других ученика, од којих је мало њих говорило кинески. Оба њена родитеља су снажно осећала да су им Кинези једнаки (забранили су употребу погрдне речи незнабожац), а она је одгајана у двојезичном окружењу: мајка је подучавала енглески језик, њени кинески другари у игрици локални дијалект, и класични кинески од стране кинеског научника по имену господин Кунг. Такође је страствено читала, нарочито, упркос неодобравању оца, романе Чарлса Дикенса, за које је касније рекла да их је читала једном годишње до краја живота.
Иако Бак није намеравала да се врати у Кину, а још мање да постане мисионарка, брзо се пријавила Презбитеријанском одбору када је њен отац написао да јој је мајка тешко болесна. Она се 1914. вратила о у Кину. Удала се за мисионара и економисту пољопривреде Џона Лосинга Бака 13. маја 1917. и преселили су се у мали град Суџоу, провинција Анхуеј (не мешати са познатијим Суџоуом у провинцији Ђангсу). Ово је регион који она описује у својим књигама The Good Earth and Sons.
Од 1920. до 1933. године, Бакови су засновали дом у Нанкингу, у кампусу Универзитета у Нанкингу, где су обојица имали професорске позиције. Предавала је енглеску књижевност на овом приватном, црквеном универзитету, као и на Гинлинг колеџу и Националном централном универзитету . Године 1920. родила јој се кћи Керол, која је боловала од фенилкетонурије, због чега јој је развој био отежан. Бак је морала на хистеректомију због компликација на Керолином рођењу, због чега није могла да има више биолошке деце. Године 1921, њена мајка је умрла од тропске болести, спруе. Године 1924. напустили су Кину на годину дана одмора Џона Бака и вратили се на кратко у Сједињене Америчке Државе, током којег је Перл Бак магистрирала на Универзитету Корнел. Године 1925. породица Бак је усвојила Џенис (касније презиме - Волш). Током јесени вратили су се у Кину.
Трагедије и промене места боравка које је Бак доживела 1920-их кулминирале су марта 1927, током „инцидента у Нанкингу“. У конфузној бици у којој су учествовали елементи националистичких трупа Чанг Кај Шека, комунистичких снага и разних војсковођа, неколико западњака је убијено. Пошто је њен отац Абсалом инсистирао, као и 1900. године пред боксерима, породица је одлучила да остане у граду док се борбе не прошире до њиховог дела града. Када је отпочело насиље, сиромашна кинеска породица позвала их је да се сакрију у њиховој колиби док им је породична кућа била опљачкана. Породица је провела дан уплашена скривајући се, након чега су их спасиле америчке топовњаче. Отпутовали су у Шангај, а затим отпловили у Јапан, где су остали годину дана, након чега су се вратили у Нањинг. Бак је касније рекла да јој је ова година у Јапану показала да нису сви Јапанци били милитаристи. Када се вратила из Јапана крајем 1927. године, Бак се озбиљно посветила писању. Пријатељски односи са истакнутим кинеским писцима тог времена, као што су Сју Џимо и Лин Јутанг, подстакли су је да мисли о себи као о професионалном писцу. Желела је да испуни амбиције које су јој ускраћене њеној мајци, али јој је такође био потребан новац да би се издржавала ако би напустила брак који је постајао све усамљенији, а пошто одбор мисије није могао да га обезбеди, потребан јој је и новац за Керолину специјализовану негу.
Када је њен муж следеће године одвео породицу у Итаку, Бак је прихватила позив да се обрати на ручку презбитеријанки у хотелу Астор у Њујорку. Говор је носио наслов „"Is There a Case for the Foreign Missionary?“ а њен одговор је био танко не. Она је америчкој публици рекла да поздравља Кинезе да деле њену хришћанску веру, али је тврдила да Кини није потребна институционална црква којом доминирају мисионари који су пречесто били неупућени у Кину и арогантни у својим покушајима да је контролишу. Када је говор објављен у часопису Harper's Magazine, скандализована реакција навела је Бак да поднесе оставку на свој положај у Презбитеријанском одбору. Године 1934. Бак је напустила Кину, верујући да ће се вратити, док је њен муж остао у земљи.
Развела се у Рину, Невада, 11. јуна 1935, а истог дана се удала за Ричарда Волша. Понудио јој је савете и показивао наклоност, што је, закључује њен биограф, „помогло да се Перлина изванредна активност потпуно активира”. Пар се преселио са Џенис на фарму Грин Хилс у округу Бакс у Пенсилванији; убрзо су почели да усвајају децу. Два сина су доведена кући као новорођенчад 1936. године, а за њима још један син и ћерка 1937.
Након комунистичке револуције 1949. године, Бак је више пута одбијала све покушаје да се врати у своју вољену Кину. Њен роман из 1962. Satan Never Sleeps описао је комунистичку тиранију у Кини. Током Културне револуције, Бак је, као истакнути амерички писац који је писао о кинеског сеоског живота, проглашена „америчким културним империјалистом“. Бак је била „сломљеног срца“ када је била спречена да посети Кину са Ричардом Никсоном 1972. године.
Године 1960, након нарушеног здравља и серије можданих удара, њен супруг Ричард је умро. Обновила је топлу везу са Вилијамом Ернестом Хокингом, који је умро 1966. Бак се тада повукла у односу са својим старим пријатељима и свађала се са другима. Године 1962. Бак је затражила од израелске владе помиловање за Адолфа Ајхмана, нацистичког ратног злочинца који је био саучесник у смрти пет милиона Јевреја током Другог светског рата, пошто су она и други веровали да се извођење смртне казне против Ајхмана може посматрати као чин освете, посебно откако се рат завршио. Њене везе са државом рођења остале су јаке. У насловном есеју за My Mother’s House, мале књиге коју су Бак и други написали како би помогли у прикупљању средстава за Музеј родног места, одала је почаст кући коју је њена мајка одржавала док је живела далеко: „За мене је то било живо срце у земљи за коју сам знао да је моја, али која ми је била чудна све док се нисам вратила у кућу у којој сам рођена. Касних 1960-их, Бак је обишла Западну Вирџинију како би прикупила новац за очување своје породичне фарме у Хилсбору, Западна Вирџинија. Данас је родна кућа Перл С. Бак, историјска кућа музеј и културни центар. Надала се да ће кућа „припасти свима којима је стало да дођу“ и да ће служити као „капија за нове мисли, снове и начине живота“. Амерички председник Џорџ Х. В. Буш обишао је кућу Перл С. Бак у октобру 1998. године. Изразио је да је он, као и милиони других Американаца, стекао поштовање за кинески народ кроз дело Перл Бак.
Бак је основала фондацију Pearl S. Buck Foundation (назив је промењен у Pearl S. Buck International 1999.) да би се „позабавило сиромаштвом и дискриминацијом са којима се суочавају деца у азијским земљама“. Године 1964. отворила је Opportunity Center и сиротиште у Јужној Кореји, а касније су отворене огранци, канцеларије на Тајланду, Филипинима и Вијетнаму. Приликом оснивања Opportunity House, Бак је рекала: „Сврха... је да се објаве и елиминишу неправде и предрасуде које трпе деца, којима због свог рођења није дозвољено да уживају образовне, социјалне, економске и грађанске привилегије које се иначе дају деци."
Средином 1960-их, Бак је све више потпадала под утицај Теодора Хериса, бившег инструктора плеса, који је постао њен повереник, коаутор и финансијски саветник. Ускоро је зависила од њега у свим својим дневним рутинама и ставила га у контролу над њеном фондацијом. Херис, који је као шеф фондације добио доживотну плату, направио је скандал, када је оптужен за лоше управљање фондацијом, преусмеравање великих износа фондација за своје пријатеље и своје личне трошкове и лоше опхођење према особљу. Бак је стала у одбрану Хериса и истицала је његове квалитете. Пре своје смрти, Бак је потписала своје стране ауторске хонораре и своје личне ствари за Creativity Inc., фондацију коју контролише Херис.
Парл С. Бак је умрла од рака плућа 6. марта 1973. у Данбију, Вермонт. Сахрањена је на фарми Грин Хилс у Перкаси, Пенсилванија . Дизајнирала је сопствени надгробни споменик. Њено име није било исписано на енглеском на њеном надгробном споменику. Ознака гроба је исписана кинеским словима賽珍珠. Бак је оставила три контрадикторна тестамента, што је резултовало троструким правним спором око њеног имања између финансијског саветника Теодора Хериса, непрофитне фондације Перл Бак и њених седморо усвојене деце. После шестогодишње битке, спор је решен у корист њене деце након што су и Херис и Фондација Перл Бак одустали од својих потраживања (потоња у замену за финансијску нагодбу са децом).
Њен последњи роман „Вечно чудо“ откривен је у рукопису 2013. године. Мало је познато да је Перл Бак имала и кинеско име које је гласило Sai Zhenzhu (賽|珍|珠).

## Изабрана библиографија

### Аутобиографије
- My Several Worlds: A Personal Record. New York: John Day. 1954.
- My Several Worlds. New York: John Day. 1957. – skraćeno za mlađe čitatelje zaslugom Kornelije Spenser
- A Bridge for Passing. New York: John Day. 1962.  – autobiographical account of the filming of Buck's children's book, The Big Wave

### Биографије
- The Exile: Portrait of an American Mother. New York: John Day. 1936.
- Fighting Angel: Portrait of a Soul. New York: Reynal & Hitchcock. 1936.
- The Spirit and the Flesh. New York: John Day. 1944.  – includes The Exile: Portrait of an American Mother and Fighting Angel: Portrait of a Soul

### Романи
- East Wind: West Wind. New York: John Day. 1930. [38] – working title Winds of Heaven
- The Good Earth. New York: John Day. 1931. ; The House of Earth trilogy #1 – made into a feature film The Good Earth (MGM, 1937)
- Sons. New York: John Day. 1933. ; The House of Earth trilogy #2; serialized in Cosmopolitan (4–11/1932)
- A House Divided. New York: Reynal & Hitchcock. 1935. ; The House of Earth trilogy #3
- The House of Earth. New York: Reynal & Hitchcock. 1935. (trilogy)  – includes: The Good Earth, Sons, A House Divided
- All Men Are Brothers. New York: John Day. 1933.  – a translation by Buck of the Chinese classical prose epic Water Margin (Shui Hu Zhuan)
- The Mother. New York: John Day. 1933.  – serialized in Cosmopolitan (7/1933–1/1934)
- This Proud Heart. New York: Reynal & Hitchcock. 1938.  – serialized in Good Housekeeping magazine (8/1937–2/1938)
- The Patriot. New York: John Day. 1939.
- Other Gods: An American Legend. New York: John Day. 1940.  – excerpt serialized in Good Housekeeping magazine as "American Legend" (12/1938–5/1939)
- China Sky. New York: John Day. 1941.  – China trilogy #1; serialized in Collier's Weekly magazine (2–4/1941); made into a feature film China Sky (film) (RKO, 1945)
- China Gold: A Novel of War-torn China. New York: John Day. 1942.  – China trilogy #2; serialized in Collier's Weekly magazine (2–4/1942)
- Dragon Seed. New York: John Day. 1942.  – serialized in Asia (9/1941–2/1942); made into a feature film Dragon Seed (MGM, 1944)
- The Promise. New York: John Day. 1943.  – sequel to Dragon Seed; serialized in Asia and the Americas (Asia) (11/1942–10/1943)
- China Flight (Philadelphia: Triangle Books/Blakiston Company, 19453) – China trilogy #3; serialized in Collier's Weekly magazine (2–4/1943)
- Portrait of a Marriage. New York: John Day. 1945.  – illustrated by Charles Hargens
- The Townsman. New York: John Day. 1945.  – as John Sedges
- Pavilion of Women. New York: John Day. 1946.  – made into a feature film Pavilion of Women (Universal Focus, 2001)
- The Angry Wife. New York: John Day. 1947.  – as John Sedges
- Peony . New York: John Day. 1948. Недостаје или је празан параметар |title= (помоћ) – published in the UK as The Bondmaid. London: T. Brun. 1949. ; – serialized in Cosmopolitan (3–4/1948)
- Kinfolk. New York: John Day. 1949.  – serialized in Ladies' Home Journal (10/1948–2/1949)
- The Long Love. New York: John Day. 1949.  – as John Sedges
- God's Men. New York: John Day. 1951.
- Sylvia (1951) – alternate title No Time for Love, serialized in Redbook magazine (1951)
- Bright Procession. New York: John Day. 1952.  – as John Sedges
- The Hidden Flower. New York: John Day. 1952.  – serialized in Woman's Home Companion magazine (3–4/1952)
- Come, My Beloved. New York: John Day. 1953.
- Voices in the House. New York: John Day. 1953.  – as John Sedges
- Imperial Woman. New York: John Day. 1956. The Story of the Last Empress of China  – about Empress Dowager Cixi; serialized in Woman's Home Companion (3–4/1956)
- Letter from Peking. New York: John Day. 1957.
- American Triptych: Three John Sedges Novels. New York: John Day. 1958.  – includes The Townsman, The Long Love, Voices in the House
- Command the Morning. New York: John Day. 1959.
- Satan Never Sleeps. New York: Pocket Books. 1962.  – 1962 film Satan Never Sleeps, also known as The Devil Never Sleeps and Flight from Terror
- The Living Reed A Novel of Korea. New York: John Day. 1963.
- Death in the Castle. New York: John Day. 1965.
- The Time Is Noon. New York: John Day. 1966.
- The New Year. New York: John Day. 1968.
- The Three Daughters of Madame Liang. London: Methuen. 1969.
- Mandala: A Novel of India. New York: John Day. 1970.
- The Goddess Abides. New York: John Day. 1972.
- All under Heaven. New York: John Day. 1973.
- The Rainbow. New York: John Day. 1974.
- The Eternal Wonder (believed to have been written shortly before her death, published in October 2013)[39]

### Нефикција
- Is There a Case for Foreign Missions?. New York: John Day. 1932.
- The Chinese Novel: Nobel Lecture Delivered before the Swedish Academy at Stockholm. New York: John Day. 1939., December 12, 1938 [40]
- Of Men and Women. New York: John Day. 1941.  – Essays
- American Unity and Asia. New York: John Day. 1942.  – UK edition titled Asia and Democracy, London: Macmillan, 1943) – Essays
- What America Means to Me. New York: John Day. 1943.  – UK edition . London: Methuen. 1944. Недостаје или је празан параметар |title= (помоћ) – Essays
- Talk about Russia (with Masha Scott). New York: John Day. 1945.  – serialized in Asia and the Americas magazine (Asia) as Talks with Masha (1945)
- Tell the People: Talks with James Yen about the Mass Education Movement. New York: John Day. 1945.
- How It Happens: Talk about the German People, 1914–1933. New York: John Day. 1947., with Erna von Pustau
- American Argument. New York: John Day. 1949. with Eslanda Goode Robeson
- The Child Who Never Grew. New York: John Day. 1950.
- The Man Who Changed China: The Story of Sun Yat-sen. New York: John Day. 1953.  – for children
- Friend to Friend: A Candid Exchange between Pearl S. Buck and Carlos P. Romulo. New York: John Day. 1958.
- For Spacious Skies (1966)
- The People of Japan (1966)
- To My Daughters, with Love. New York: John Day. 1967.
- The Kennedy Women (1970)
- China as I See It (1970)
- The Story Bible (1971)
- Pearl S. Buck's Oriental Cookbook (1972)
- Words of Love (1974)[41]

### Збирке
- The First Wife and Other Stories. London: Methuen. 1933.  – includes: "The First Wife", "The Old Mother", "The Frill", "The Quarrell", "Repatriated", "The Rainy Day", Wang Lung", "The Communist", "Father Andrea", "The New Road", "Barren Spring", *"The Refugees", "Fathers and Mothers", "The Good River"
- Today and Forever: Stories of China. New York: John Day. 1941.  – includes: "The Lesson", The Angel", "Mr. Binney's Afternoon", "The Dance", "Shanghai Scene", "Hearts Come Home", "His Own Country", "Tiger! Tiger!", "Golden flower", "The Face of Buddha", "Guerrilla Mother", "A Man's Foes", "The Old Demon"
- Twenty-seven Stories. Garden City, NY: Sun Dial Press. 1943.  – includes (from The First Wife and Other Stories): "The First Wife", "The Old Mother", "The Frill", "The Quarrell", "Repatriated", "The Rainy Day", Wang Lung", "The Communist", "Father Andrea", "The New Road", "Barren Spring", *"The Refugees", "Fathers and Mothers", "The Good River"; and (from Today and Forever: Stories of China): "The Lesson", The Angel", "Mr. Binney's Afternoon", "The Dance", "Shanghai Scene", "Hearts Come Home", "His Own Country", "Tiger! Tiger!", "Golden flower", "The Face of Buddha", "Guerrilla Mother", "A Man's Foes", "The Old Demon"
- Far and Near: Stories of Japan, China, and America. New York: John Day. 1947.  – includes: "The Enemy", "Home Girl", "Mr. Right". The Tax Collector", "A Few People", "Home to Heaven", Enough for a Lifetime", Mother and Sons", Mrs. Mercer and Her Self", The Perfect Wife", "Virgin birth", "The Truce", "Heat Wave", "The One Woman"
- Fourteen Stories. New York: John Day. 1961.  – includes: "A Certain Star," "The Beauty", "Enchantment", "With a Delicate Air", "Beyond Language", "Parable of Plain People", "The Commander and the Commissar", "Begin to Live", "The Engagement", "Melissa", "Gift of Laughter", "Death and the Dawn", "The Silver Butterfly", "Francesca"
- Hearts Come Home and Other Stories. New York: Pocket Books. 1962.
- Stories of China (1964)
- Escape at Midnight and Other Stories (1964)
- East and West Stories (1975)
- Secrets of the Heart: Stories (1976)
- The Lovers and Other Stories (1977)
- Mrs. Stoner and the Sea and Other Stories (1978)
- The Woman Who Was Changed and Other Stories (1979)
- Beauty Shop Series: "Revenge in a Beauty Shop" (1939)
- Beauty Shop Series: "Gold Mine" (1940)
- Beauty Shop Series: "Mrs. Whittaker's Secret"/"The Blonde Brunette" (1940)
- Beauty Shop Series: "Procession of Song" (1940)
- Beauty Shop Series: "Snake at the Picnic" (1940) – published as "Seed of Sin" (1941)
- Beauty Shop Series: "Seed of Sin" (1941) – published as "Snake at the Picnic (1940)

### Засебне кратке приче
- Unknown title (1902) – first published story, pen name "Novice", Shanghai Mercury
- "The Real Santa Claus" (c. 1911)
- "Village by the Sea" (1911)
- "By the Hand of a Child" (1912)
- "The Hours of Worship" (1914)
- "When 'Lof' Comes" (1914)
- "The Clutch of the Ancients" (1924)
- "The Rainy Day" (c. 1925)
- "A Chinese Woman Speaks" (1926)
- "Lao Wang, the Farmer" (1926)
- "The Solitary Priest" (1926)
- "The Revolutionist" (1928) – later published as "Wang Lung" (1933)
- "The Wandering Little God" (1928)
- "Father Andrea" (1929)
- "The New Road" (1930)
- "Singing to her Death" (1930)
- "The Barren Spring" (1931)
- "The First Wife" (1931)
- "The Old Chinese Nurse" (1932)
- "The Quarrel" (1932)
- "The Communist" (1933)
- "Fathers and Mothers" (1933)
- "The Frill" (1933)
- "Hidden is the Golden Dragon" (1933)
- "The Lesson" (1933) – later published as "No Other Gods" (1936; original title used in short story collections)
- "The Old Mother" (1933)
- "The Refugees" (1933)
- "Repatriated" (1933)
- "The Return" (1933)
- "The River" (1933) – later published as "The Good River" (1939)
- "The Two Women" (1933)
- "The Beautiful Ladies" (1934) – later published as "Mr. Binney's Afternoon" (1935)
- "Fool's Sacrifice" (1934)
- "Shanghai Scene" (1934)
- "Wedding and Funeral" (1934)
- "Between These Two" (1935)
- "The Dance" (1935)
- "Enough for a Lifetime" (1935)
- "Hearts Come Home" (1935)
- "Heat Wave" (1935)
- "His Own Country" (1935)
- "The Perfect Wife" (1935)
- "Vignette of Love" (1935) – later published as "Next Saturday and Forever" (1977)
- "The Crusade" (1936)
- "Strangers Are Kind" (1936)
- "The Truce" (1936)
- "What the Heart Must" (1937) – later published as "Someone to Remember" (1947)
- "The Angel" (1937)
- "Faithfully" (1937)
- "Ko-Sen, the Sacrificed" (1937)
- "Now and Forever" (1937) – serialized in Woman's Home Companion magazine (10/1936–3/1937)
- "The Woman Who Was Changed" (1937) – serialized in Redbook magazine (7–9/1937)
- "The Pearls of O-lan" – from The Good Earth (1938)
- "Ransom" (1938)
- "Tiger! Tiger!" (1938)
- "Wonderful Woman" (1938) – serialized in Redbook magazine (6–8/1938)
- "For a Thing Done" (1939) – originally titled "While You Are Here"
- "The Old Demon" (1939) – reprinted in Great Modern Short Stories: An Anthology of Twelve Famous Stories and Novelettes. New York: The Modern library. 1942., selected, and with a foreword and biographical notes by Bennett Cerf
- "The Face of Gold" (1940, in Saturday Evening Post) – later published as "The Face of Buddha" (1941)
- "Golden Flower" (1940)
- "Iron" (1940) – later published as "A Man's Foes" (1940)
- "The Old Signs Fail" (1940)
- "Stay as You Are" (1940) – serialized in Cosmopolitan (3–7/1940)
- "There Was No Peace" (1940) – later published as "Guerrilla Mother" (1941)
- "Answer to Life" (novella; 1941)
- "More Than a Woman" (1941) – originally titled "Deny It if You Can"
- "Our Daily Bread" (1941) – originally titled "A Man's Daily Bread, 1–3", serialized in Redbook magazine (2–4/1941), longer version published as Portrait of a Marriage (1945)
- The Enemy (1942, Harper's Magazine) – staged by the Indian "Aamra Kajon" (Drama Society), on the Bengal Theatre Festival 2019[42]
- "John-John Chinaman" (1942) – original title "John Chinaman"
- "The Long Way 'Round" – serialized in Cosmopolitan (9/1942–2/1943)
- "Mrs. Barclay's Christmas Present" (1942) – later published as "Gift of Laughter" (1943)
- "Descent into China" (1944)
- "Journey for Life" (1944) – originally titled "Spark of Life"
- "The Real Thing" (1944) – serialized in Cosmopolitan (2–6/1944); originally intendeds as a serial "Harmony Hill" (1938)
- "Begin to Live" (1945)
- "Mother and Sons" (1945)
- "A Time to Love" (1945) – later published under its original title "The Courtyards of Peace" (1969)
- "Big Tooth Yang" (1946) – later published as "The Tax Collector" (1947)
- "The Conqueror's Girl" (1946) – later published as "Home Girl" (1947)
- "Faithfully Yours" (1947)
- "Home to Heaven" (1947)
- "Incident at Wang's Corner" (1947) – later published as "A Few People" (1947)
- "Mr. Right" (1947)
- "Mrs. Mercer and Her Self" (1947)
- "The One Woman" (1947)
- "Virgin Birth" (1947)
- "Francesca" (Good Housekeeping magazine, 1948)
- "The Ember" (1949)
- "The Tryst" (1950)
- "Love and the Morning Calm" – serialized in Redbook magazine (1–4/1951)
- "The Man Called Dead" (1952)
- "Death and the Spring" (1953)
- "Moon over Manhattan" (1953)
- "The Three Daughters" (1953)
- "The Unwritten Rules" (1953)
- "The Couple Who Lived on the Moon" (1953) – later published as "The Engagement" (1961)
- "A Husband for Lili" (1953) – later published as "The Good Deed (1969)
- "The Heart's Beginning" (1954)
- "The Shield of Love" (1954)
- "Christmas Day in the Morning" (1955) – later published as "The Gift That Lasts a Lifetime"
- "Death and the Dawn" (1956)
- "Mariko" (1956)
- "A Certain Star" (1957)
- "Honeymoon Blues" (1957)
- "China Story" (1958)
- "Leading Lady" (1958) – alternately titled "Open the Door, Lady"
- "The Secret" (1958)
- "With a Delicate Air" (1959)
- "The Bomb (Dr. Arthur Compton)" (1959)
- "Heart of a Man" (1959)
- "Melissa" (1960)
- "The Silver Butterfly" (1960)
- "The Beauty" (1961)
- "Beyond Language" (1961)
- "The Commander and the Commissar" (1961)
- "Enchantment" (1961)
- "Parable of Plain People" (1961)
- "A Field of Rice" (1962)
- "A Grandmother's Christmas" (1962) – later published as "This Day to Treasure" (1972)
- ""Never Trust the Moonlight" (1962) – later published as "The Green Sari" (1962)
- "The Cockfight, 1963
- "A Court of Love" (1963)
- "Escape at Midnight" (1963)
- "The Lighted Window" (1963)
- "Night Nurse" (1963)
- "The Sacred Skull" (1963)
- "The Trap" (1963)
- "India, My India" (1964)
- "Ranjit and the Tiger" (1964)
- "A Certain Wisdom" (1967, in Woman's Day magazine)
- "Stranger Come Home" (1967)
- "The House They Built" (1968, in Boys' Life magazine)
- "The Orphan in My Home" (1968)
- "Secrets of the Heart" (1968)
- "All the Days of Love and Courage" 1969) – later published as "The Christmas Child" (1972)
- "Dagger in the Dark" (1969)
- "Duet in Asia" (1969; written 1953
- "Going Home" (1969)
- "Letter Home" (1969; written 1943)
- "Sunrise at Juhu" (1969)
- "Two in Love" (1970) – later published as "The Strawberry Vase" (1976)
- "The Gifts of Joy" (1971)
- "Once upon a Christmas" (1971)
- "The Christmas Secret" (1972)
- "Christmas Story" (1972)
- "In Loving Memory" (1972) – later published as "Mrs. Stoner and the Sea" (1976)
- "The New Christmas" (1972)
- "The Miracle Child" (1973)
- "Mrs. Barton Declines" (1973) – later published as "Mrs. Barton's Decline" and "Mrs. Barton's Resurrection" (1976)
- "Darling Let Me Stay" (1975) – excerpt from "Once upon a Christmas" (1971)
- "Dream Child" (1975)
- "The Golden Bowl" (1975; written 1942)
- "Letter from India" (1975)
- "To Whom a Child is Born" (1975)
- "Alive again" (1976)
- "Come Home My Son" (1976)
- "Here and Now" (1976; written 1941)
- "Morning in the Park" (1976; written 1948)
- "Search for a Star" (1976)
- "To Thine Own Self" (1976)
- "The Woman in the Waves" (1976; written 1953)
- "The Kiss" (1977)
- "The Lovers" (1977)
- "Miranda" (1977)
- "The Castle" (1979; written 1949)
- "A Pleasant Evening" (1979; written 1948)
- Christmas Miniature . New York: John Day. 1957. Недостаје или је празан параметар |title= (помоћ) – in UK as Christmas Mouse. London: Methuen. 1959.  – illustrated by Anna Marie Magagna
- Christmas Ghost. New York: John Day. 1960.  – illustrated by Anna Marie Magagna

''Необјављене приче''
- "The Good Rich Man" (1937, unsold)
- "The Sheriff" (1937, unsold)
- "High and Mighty" (1938, unsold)
- "Mrs. Witler's Husband" (1938, unsold)
- "Mother and Daughter" (1938, unsold; alternate title "My Beloved")
- "Mother without Child" (1940, unsold)
- "Instead of Diamonds" (1953, unsold)

''Необјављене приче, без датума''
- "The Assignation" (submitted not sold)
- "The Big Dance" (unsold)
- "The Bleeding Heart" (unsold)
- "The Bullfrog" (unsold)
- "The Day at Dawn" (unpublished)
- "The Director"
- "Heart of the Jungle (submitted, unsold)
- "Images" (sold but unpublished)
- "Lesson in Biology" / "Useless Wife" (unsold)
- "Morning in Okinawa" (unsold)
- "Mrs. Jones of Jerrell Street" (unsold)
- "One of Our People" (sold, unpublished)
- "Summer Fruit" (unsold)
- "Three Nights with Love" (submitted, unsold) – original title "More Than a Woman"
- "Too Many Flowers" (unsold)
- "Wang the Ancient" (unpublished)
- "Wang the White Boy" (unpublished)

''Приче: непознатог датума”
- "Church Woman"
- "Crucifixion"
- "Dear Son"
- "Escape Me Never" – alternate title of "For a Thing Done"
- "The Great Soul"
- "Her Father's Wife"
- "Horse Face"
- "Lennie"
- "The Magic Dragon"
- "Mrs. Jones of Jerrell Street" (unsold)
- "Night of the Dance"
- "One and Two"
- "Pleasant Vampire"
- "Rhoda and Mike"
- "The Royal Family"
- "The Searcher"
- "Steam and Snow"
- "Tinder and the Flame"
- "The War Chest"
- "To Work the Sleeping Land"

### Дечје књиге и приче
- The Young Revolutionist. New York: John Day. 1932.  – for children
- Stories for Little Children. New York: John Day. 1940.  – pictures by Weda Yap
- "When Fun Begins" (1941)
- The Chinese Children Next Door. New York: John Day. 1942.
- The Water Buffalo Children. New York: John Day. 1943.  – drawings by William Arthur Smith
- Dragon Fish. New York: John Day. 1944.  – illustrated by Esther Brock Bird
- Yu Lan: Flying Boy of China. New York: John Day. 1945.  – drawings by Georg T. Hartmann
- The Big Wave. New York: John Day. 1948.  – illustrated with prints by Hiroshige and Hokusai – for children
- One Bright Day. New York: John Day. 1950.  – published in the UK as One Bright Day and Other Stories for Children (1952)
- The Beech Tree. New York: John Day. 1954.  – illustrated by Kurt Werth – for children
- Johnny Jack and His Beginnings. New York: John Day. 1954.
- Christmas Miniature (1957) – published in the UK as The Christmas Mouse (1958)
- "The Christmas Ghost" (1960)
- "Welcome Child (1964)
- "The Big Fight" (1965)
- "The Little Fox in the Middle" (1966)
- Matthew, Mark, Luke and John. New York: John Day. 1967.  – set in South Korea
- "The Chinese Storyteller" (1971)
- "A Gift for the Children" (1973)
- "Mrs Starling's Problem" (1973)